# الشوكة (سوهاج)
قرية الشوكة هي إحدى القرى التابعة لمركز طما بمحافظة سوهاج في جمهورية مصر العربية. حسب إحصاءات سنة 2006، بلغ إجمالي السكان في الشوكة 11533 نسمة، منهم 5734 رجل و5799 امرأة.